# 德川賴房
德川賴房（日语：〔〕／ Tokugawa Yorifusa，1603年9月15日—1661年8月3日），德川幕府初代將軍德川家康十一男，母親側室阿萬，是家康的幼子，乳名鶴千代，諡號源威公。並沒有正室，和側室之間生有11子15女。水戶藩的初代藩主，御三家水戶德川家始祖。

## 生涯

### 家康愛子
慶長八年（1603年），出生於伏見城，乳名為鶴千代。在鶴千代出生的這一年，鶴千代的父親德川家康，被任命為征夷大將軍，並開創了德川幕府。由於是家康當時寵愛的側室所生，又在六十一歲所生的兒子，因此家康非常寵愛鶴千代這最後一個兒子，會抱著鶴千代讓他坐在自己的腿上。
在鶴千代年紀還小的時候，是與異母兄長（側室於龜之方所生）五郎太丸（德川義直）和同母兄長長福丸（德川賴宣）兩人，一起待在駿府城由家康親自撫養。

### 水戶家家祖
慶長十年（1605年），才三歲的鶴千代封常陸國下妻十萬石。慶長十四年（1609年），因為兄長賴宣（已元服的長福丸）轉封駿河國、遠江國兩國五十萬石，鶴千代因此轉封賴宣的舊領地，水戶藩二十五萬石，成為水戶德川家的家祖。

### 於梶養子
慶長十五年（1610年）時，家康的另一個側室，於梶之方（英勝院）所生的女兒德川市姬（家康六女）夭折。市姬是於梶在三十歲所生下的第一個孩子，而於梶也只有這一個孩子，因此，家康後來對鶴千代的母親阿萬說：你還有賴宣這個兒子，可是於梶就只有已故的市姬那個女兒，我想，就讓鶴千代做於梶的養子好了。
而後，於梶也依照家康的旨意，收賴房為養子，同時，於梶也收家康的孫子松平虎松（家康次子結城秀康的次子）為養子。

### 元服
慶長十六年（1611年），九歲的鶴千代在後水尾天皇即位的大典時隨父親家康公上京，並且在京都元服，正式改名為「賴房」。慶長十九年（1614年）和元和元年（1615年）的大坂之戰時，賴房不被容許隨軍，而是擔任駿府城的留守任務。
元和二年（1616年），父親家康逝世，享年七十五歲。家康在死之前，對賴房下了“要遵從二代將軍秀忠的任何指令”的遺命。而賴房的後代，即是水戶德川家的歷代當主（水戶藩藩主），將世世代代為德川幕府副將軍。元和八年（1622年），領地增加三萬石。

### 藩政
賴房與兩位兄長，義直和賴宣一樣，必須待在江戶城的屋敷。因此水戶藩的政務，幾乎是由城代和家老代為處理。話雖如此，但賴房自己還是出入水戶藩數十次，為領地經營費盡心力。賴房開設城下町，進行領地內總檢地等，穩固了藩政的基礎。
賴宣是一個喜愛學問的人。賴房曾經請學者人見林塘來教授四書五經，請京都的荻野兼從來教授吉田神道。賴房著有『青社遺範』，向家老指出何為作為政務擔當者應有的知識。
同時，賴房也是個勇武之人。有一回，幕府第三代將軍德川家光狩獵時，義直、賴宣和賴房都有隨行。賴房的兄長義直在射殺野豬時一時失手，隨即，賴房馬上用一箭矢射殺了同樣一隻野豬。
看到這一幕的家光，不禁讚揚賴房乃是「今能登守」（平氏家族中以剛強著稱的平教經，其官位為能登守）。
賴房和三代將軍家光只差一歲，雖然輩分上是叔姪，不過由於兩人年齡相近，因此年少時曾是玩伴。

### 賴重和光國
賴房的三子千代松在元服後，家光賜千代松「光」一字，千代松改名為光國，就是後來的水戶黃門德川光國。在御三家的當主中，元服後接受「光」字的尾張德川光友（義直長子）和紀伊德川光貞（賴宣長子），都是其父的長子。而光國卻是三子。
一般認為，賴房立第三子為繼承人的主因，是因為光友和光貞的年紀比賴房的長子松平賴重來的小，為了遵從「長幼有序」的道理，賴房應該要立次子龜丸，只是，龜丸早夭，因此立年紀較小的三子千代松光國為藩主。

### 晚年
賴重無法成為繼承人後，他的苗字於是改為松平，而賴重所封的高松藩被稱為高松松平家，成為水戶藩的支藩，水戶德川家的分家。
只不過，而於後來光國收賴重的兒子德川綱條做養子，水戶藩第二代之後的藩主，都是賴重的後代。
寬文元年（1661年）七月二十九日，賴房在水戶城逝世，享年五十九歲。墓在瑞龍山。之後水戶藩歷代藩主的墓，也是在瑞龍山。

## 年表

### 官職位階履歷
※日期＝舊曆
- 慶長十一年（1606年）九月二十三日，常陸國下妻十萬石藩主
- 慶長十四年（1609年）一月五日，任從四位下左衛門督。十二月二十二日，轉封常陸國水戸二十五萬石。
- 慶長十六年（1611年）三月二十日，任正四位下左近衛權少將。某月某日，元服，正式改名為賴房。
- 元和三年（1617年）七月，左近衛權中將。
- 元和六年（1620年）八月二十一日，任參議。左近衛權中將如元。
- 元和八年（1622年）十月，增加三萬石增加
- 寬永三年（1626年）八月十九日，任從三位權中納言
- 寬永四年（1627年）一月七日，任正三位

#### 官職位階秘話
寬永三年（1626年）八月十九日，賴房轉任從三位權中納言，但是，這卻引起了水戶德川家的不滿。因為就在同日，加賀國金澤藩藩主前田利常、薩摩國鹿兒島藩（薩摩藩）藩主島津家久和陸奧國仙台藩藩主伊達政宗三人，同樣也轉任三位權中納言。
水戶德川家認為，讓水戶德川家當主（水戶藩藩主）和外樣三藩的藩主同時昇到同樣官職，是矮化德川御三家之一的水戶德川家。之後，幕府為了收拾殘局，在翌年一月，便讓賴房任為正三位。而這也成為，水戶德川家當主最高官位為正三位權中納言的契機。

## 家族

### 妻妾
- 正室：無
- 側室：久子（谷氏，法號久昌院，靖定夫人）
- 側室：佐佐木氏
- 側室：藤原氏
- 側室數人不詳

### 子女
十一子十五女，數人不詳
- 長子：松平賴重（1622年~1695年）高松藩初代藩主主
- 長女：（1624年~1664年）松殿道昭室
- 二子：龜丸，早夭
- 二女：萬子（1627年~1689年）太田資政室，法號長壽院
- 四女：大姬阿智子（1627年~1656年）別名系姬、龜姬、鶴姬，三代將軍德川家光的養女、加賀藩藩主前田光高室，法號清泰院殿法譽性榮大姐
- 三子：德川光圀（1628年~1700年）二代藩主(與長兄賴重互換領地)
- 五女：菊子（1628年~1706年）松平康兼室
- 六女：小良子（1628年~1717年）　英勝寺住持，法號玉峰院
- 四子：松平賴元（1629年~1693年）守山藩主松平賴貞的父親，法號真源院
- 五子：松平賴隆（1629年~1707年）號晦日，府中藩藩主
- 六子：松平賴利（1630年~1674年）宍戸藩主松平賴道的父親，法號高性院
- 七子：松平賴雄（1630年~1697年）宍戸藩主
- 八子：松平賴泰（1631年~1717年）府中藩主松平賴明的祖父
- 九子：松平賴以（1631年~1664年）
- 七女：市子（1632年~1711年）山野邊義賢室，法號光耀院
- 十子：松平房時（1633年~1682年）
- 八女：布利子（1633年~1667年）別名振子，明石藩主本多政利室，法號青松院
- 十一子：重義（1634年~1668年）雜賀重次養子
- 九女：系姬（1634年~1675年）別名大姬、久姬，高松藩藩主松平賴重養女，熊本藩主細川綱利室，法號本源院
- 十女：竹子（1635年~1681年）青木景信室，法號澄智院
- 十一女：（1636年~1637年）
- 十二女：梅子（1638年~1700年）宇都宮隆綱室，淨雲院
- 十三女：十子（1639年~1705年）家臣酒井忠治妻，清雲院
- 十四女（養女？）：津子（1649~1709年）伊藤友次室，法號松壽院
- 十五女

## 逸話
日本傳統色彩威光茶（色譜：#A8A256）之名來自德川賴房，因賴房謚號為威公。相傳賴房喜歡這種介乎柳葉色與卡其色之間的顏色。

## 註解
1. ↑  （日語）色彩逸話 （页面存档备份，存于）